# Pilocrocis gnamptoceralis
Pilocrocis gnamptoceralis là một loài bướm đêm trong họ Crambidae.